# Цілинна балка з ділянкою лісу
Цілинна балка з ділянкою лісу — ботанічний заказник місцевого значення. Об'єкт розташований на території Токмацького району Запорізької області, околиця села Очерувате.
Площа — 15 га, статус отриманий у 1987 році.